# Ecgberht II de Northúmbria
Ecgberht II fou un rei de la Northúmbria conquerida pels vikings, i només va governar el territori de l'antiga Bernícia, com a vassall del rei Ricsige de Jòrvik.
El seu predecessor Ecgberht I de Northúmbria, va ser destituït pel witenagemot el 872, llavors, temporalment se'n va fer càrrec del govern Ricsige. El 876 Ricsige va morir, el qual havia compartit el regnat amb Halfdan Ragnarsson. Aquest, establert en terres conquerides al sud que arribaven fins a Londres, va morir el 883 i llavors es va convocar una reunió a York per escollir un nou rei de Jòrvik.
Simeó de Durham narra que sant Cuthbert de Lindisfarne es va aparèixer en una visió a l'abat Eadred (que com que havia viscut a Luel tots li deien Lulisc) en què li donava ordres de dir al bisbe i a tot l'exèrcit dels angles i danesos que, pagant un rescat, havien d'alliberar Guthred, fill de Hardicnut, que els danesos havien venut com a esclau a una vídua de Whittingham, i després l'havien de fer rei de Jòrvik, al mateix temps que Egbert continuaria sent rei dels northumbris de més al nord.
Tanmateix, en altres textos antics es diu que Ecgberht II només va governar dos anys, però probablement això es refereix a les seves aspiracions a governar tota l'antiga Northúmbria. Segons l'historiador Nick Higham, el relat de Simeó de Durham és una manera no històrica per explicar que hi haguessin dos reis governant l'antiga Northúmbria.
A Ecgberht el va succeir Eadwulf II.